# Бернате (Варезе)
Бернате је насеље у Италији у округу Варезе, региону Ломбардија.
Према процени из 2011. у насељу је живело 405 становника. Насеље се налази на надморској висини од 297 м.